# Dębno (district Nowy Targ)
Dębno is een plaats in het Poolse district Nowy Targ, provincie Klein-Polen. De plaats maakt deel uit van de gemeente Nowy Targ en telt 800 inwoners.
De Kerk van Sint Michaël de Aartsengel maakt deel uit van de werelderfgoedinschrijving 'Houten kerken van zuidelijk Małopolska'.